# Begonia sabahensis
Begonia sabahensis là một loài thực vật có hoa trong họ Thu hải đường. Loài này được Kiew & J.H.Tan mô tả khoa học đầu tiên năm 2004.